# Осиновецкий маяк
Осиновецкий маяк — маяк, расположенный в посёлке Ладожское Озеро Всеволожского района Ленинградской области России на юго-западном берегу Ладожского озера.
Маяк имеет высоту 70 метров, его лампы расположены на отметке 74 метра над уровнем озера. Занимает 9-ю строчку в списке самых высоких «традиционных» маяков мира, подъём состоит из 366 ступеней. Построен в 1905—1910 годах — столь долгий срок был вызван тем, что подрядчик, выигравший конкурс, разорился, а новых желающих осуществить столь сложный проект не нашлось, и в итоге маяк строился на скромные бюджетные деньги.
Световая характеристика маяка — вспышки белого, красного и зелёного цветов в зависимости от направления, свет виден за 22 морских мили (40,7 километров), мощность лампы — 500 ватт, интервал — 4 секунды, функционирует маяк с апреля по ноябрь. Предназначение маяка — отмечать западную границу входа в бухту Петрокрепость, из которой начинает своё течение река Нева.
Осиновецкий маяк служил важным ориентиром на Дороге жизни во время Блокады Ленинграда (1941—1944). Ныне относится к ведению Министерства обороны, поэтому огорожен, но не охраняется (информация 2013 года). По свидетельствам очевидцев, по состоянию на октябрь 2021 года, маяк охраняется несколькими людьми со специально обученными собаками, приближаться к нему запрещено.
С 1987 по 2010 год на Осиновецком маяке работал самый старый маячник России — Сергей Шулятьев. Сменил его на этом посту Олег Евгеньевич Карепанов.